# Campijo
Campijo es un concejo del municipio de Arceniega, en la provincia de Álava, España.

## Historia
Hacia mediados del siglo XIX, el lugar era referido como un barrio ya por entonces perteneciente a Arceniega. Aparece descrito en el quinto volumen del Diccionario geográfico-estadístico-histórico de España y sus posesiones de Ultramar de Pascual Madoz con las siguientes palabras:

CAMPIJO: barrio en la prov. de Alava, part. jud. de Amurrio, ayunt. y térm. de Arciniega.
(Madoz, 1846, p. 353)

En 2022, tenía empadronados once habitantes.

## Demografía
| Gráfica de evolución demográfica de Campijo entre 2000 y 2017 |
|                                                               |
| Población de derecho según los censos de población del INE.   |